# Diaphana marshalli
Diaphana marshalli är en snäckart som först beskrevs av William Henry Sykes 1905.  Diaphana marshalli ingår i släktet Diaphana och familjen Diaphanidae. Inga underarter finns listade i Catalogue of Life.